# 적방진
적방진(翟方進, ? ~ 기원전 7년 음력 2월)은 전한 말기의 관료로, 자는 자위(子威)이며 여남군 상채현(上蔡縣, 현재의 허난성 주마뎬시 상차이현) 사람이다.

## 생애
대대로 한미한 집안이었으나, 아버지 적공(翟公)이 학문에 힘써 군의 문학(文學)이 되었다. 적방진은 어려서 아버지를 여의고 태수의 하급 관리가 되었는데, 다른 관원들은 그를 두고 멍청하다며 무시하였다. 그러나 그의 관상을 본 채보(蔡父)는 열후에 봉해질 상이니 유학을 공부하라고 하였고, 적방진은 계모와 함께 장안으로 떠났다. 계모는 신을 삼아서 학비를 마련했고, 적방진은 두각을 드러내어 의랑(議郞)에 임명되었다.
하평 연간, 적방진은 박사가 되었고, 승상사직으로 승진하였다. 성제를 따라 감천궁에 가던 도중 사례교위 진경의 탄핵을 받아 거마를 빼앗겼으나, 적방진은 도리어 진경이 예전에 저지른 잘못을 들추어내어 그를 파면시켰다. 또 승상에게 무례하게 군 후임 사례교위 연훈도 탄핵하여 좌천시켰다. 사례교위를 잇달아 파면시킨 일로 대신들은 적방진을 두려워하였고, 승상 설선은 그를 중용하였다.
영시 2년(기원전 15년), 왕준의 뒤를 이어 어사대부가 되었다. 취임한 지 8개월 만에 경조윤 시절의 잘못 때문에 집금오로 좌천되었으나, 한 달 후 설선이 파면되자 신하들의 추천으로 후임 승상이 되고 고릉후(高陵侯)에 봉해졌다.
승상이 된 적방진은 일을 엄하게 처리하였기 때문에 많은 태수와 구경들이 탄핵되었고, 또 외척 왕(王)씨와도 대립하는 한편 왕씨의 친척인 순우장과 친교를 맺었다. 적방진은 법가·유가에 모두 통달하고, 천문에도 밝아 성제의 중용을 받았다.
수화 원년(기원전 8년), 순우장이 죄를 지어 주살되었다. 순우장과 가까웠던 사람들 또한 파면되니 적방진은 자리에서 물러나려 하였으나, 성제의 용서를 받았다. 적방진은 다시 정무를 보아 평소 순우장과 가까웠던 경조윤 손보·우부풍 소육을 비롯한 고관 20여 명을 탄핵하였다.
이듬해, 형혹성이 심수에 접근하는 현상이 일어났다. 이로 인해 황제가 입을 재앙을 대신(大臣)이 대신 입어야 한다는 논의가 일었고, 성제는 적방진에게 그동안의 혹독한 정치를 비난하는 글을 내리는 한편 자결을 명하였다. 적방진은 바로 목숨을 끊었고, 성제는 적방진의 자결을 숨기는 한편 여러 차례 조문하였다. 시호를 공(恭)이라 하였고, 아들 적선이 작위를 이었다.
막내아들 적의는 동군태수 재임 중 왕망에 대항하여 반란을 일으켰으나 진압되었고, 결국 적방진의 가문은 주멸되었다.

## 출전
- 반고, 《한서》
  - 권18 외척은택후표
  - 권19하 백관공경표 下
  - 권84 적방진전

| 전임 유위 | 전한의 경조윤 기원전 18년 ~ 기원전 15년 | 후임 종정자설 |

| 전임 왕준 | 전한의 어사대부 기원전 15년 | 후임 공광 |

| 전임 한훈 | 전한의 집금오 기원전 15년 | 후임 염포 |

| 전임 설선 | 전한의 승상 기원전 15년 11월 임자일 ~ 기원전 7년 2월 임자일 | 후임 공광 |

| 선대 (139년 전) 왕행 | 전한의 고릉후 기원전 15년 11월 임자일 ~ 기원전 7년 | 후대 아들 적선 |